# Аннелер, Коринн
Кори́нн А́ннелер (нем. Corinne Anneler) — швейцарская кёрлингистка.
В составе женской сборной Швейцарии участник двух чемпионатов мира (оба раза заняли седьмое место). Двукратная чемпионка Швейцарии среди женщин.

## Достижения
- Чемпионат Швейцарии по кёрлингу среди женщин: золото (1991, 1996).

## Команды
| Сезон   | Четвёртый       | Третий         | Второй       | Первый         | Запасной        | Турниры                      |
| ------- | --------------- | -------------- | ------------ | -------------- | --------------- | ---------------------------- |
| 1990—91 | Джанет Хюрлиман | Клаудия Берчи  | Ютта Таннер  | Коринн Аннелер |                 | ЧШЖ 1991 · ЧМ 1991 (7 место) |
| 1995—96 | Каролина Грусс  | Коринн Аннелер | Сильви Мейло | Сахель Райзер  | Барбара Шенкель | ЧШЖ 1996 · ЧМ 1996 (7 место) |

(скипы выделены полужирным шрифтом)